# Grande Prêmio das Nações
O Grande Prêmio das Nações (oficialmente: Grand Prix des Nations) foi uma carreira de ciclismo de estrada profissional que se disputava anualmente na França no mês de setembro.
Criada em 1932 foi a carreira mais prestigiosa na modalidade de contrarrelógio até que o seu prestígio foi se diminuindo em parte pela criação de outras carreiras similares.
A média de velocidade mais alta registada na carreira foi atingida por Lance Armstrong na edição do ano 2000: 49,404 km/h.
Jacques Anquetil, com nove triunfos, é o ciclista mais laureado desta competição. Seguem-lhe Hinault, com cinco vitórias e os franceses Mottet e Magne, com três triunfos a cada um.

## História
Disputada pela primeira vez em 1932, era considerada ao mesmo tempo como o Campeonato do Mundo Contrarrelógio oficioso. Durante grande número de anos também se disputou em categoria amador.
Fez parte da Copa do Mundo de Ciclismo entre os anos 1990 e 1993. A criação de uma Campeonato do Mundo Contrarrelógio pela UCI em 1994 e a prova Olímpica Contrarrelógio em 1996 reduziram drasticamente a sua importância dentro do circuito internacional.
Em 2005, com a introdução do UCI ProTour, a carreira desapareceu. Nas suas últimas edições, a prova constava de um percurso aproximado de 70 km. Anteriormente, entre os anos 1970 e 1990, tinha tido na duração de 90 km; e nas suas primeiras edições, até meados dos anos 1950, o percurso era de 140 km.
Em 2006 a Chrono Les Herbiers foi rebaptizada como Chrono des Nations-Les Herbiers em referência e como lembrança a esta carreira desaparecida.

## Palmarés
| Ano                              | Vencedor               | Segundo                   | Terceiro               |
| -------------------------------- | ---------------------- | ------------------------- | ---------------------- |
| 1932                             | Maurice Archambaud     | Alfredo Bovet             | Léon Le Calvez         |
| 1933                             | Raymond Louviot        | Léon Le Calvez            | Marinus Valentijn      |
| 1934                             | Antonin Magne          | Amédée Fournier           | Luciano Montero        |
| 1935                             | Antonin Magne          | Edgard De Caluwé          | Luciano Montero        |
| 1936                             | Antonin Magne          | Pierre Cogan              | Luciano Montero        |
| 1937                             | Pierre Cogan           | Maurice Archambaud        | Georges Speicher       |
| 1938                             | Louis Aimar            | Gerrit Schulte            | Amédée Fournier        |
| 1939-1940 edições não realizadas |                        |                           |                        |
| 1941                             | Jules Rossi            | Fernand Mithouard         | Ferdi Kübler           |
| 1941 (2)                         | Louis Aimar            | Yvan Marie                | Louis Gauthier         |
| 1942                             | Émile Idée             | Odiel Van Den Meersschaut | Jules Rossi            |
| 1942 (2)                         | Jean-Marie Goasmat     | Eugenio Galliussi         | Pierre Cogan           |
| 1943                             | Joseph Somers          | Jules Rossi               | Maurice Clautier       |
| 1944                             | Émile Carrara          | Jules Rossi               | Émile Idée             |
| 1945                             | Éloi Tassin            | Émile Carrara             | Albert Dubuisson       |
| 1946                             | Fausto Coppi           | Émile Idée                | André Mahé             |
| 1947                             | Fausto Coppi           | Émile Idée                | Fiorenzo Magni         |
| 1948                             | René Berton            | Ferdi Kübler              | Éloi Tassin            |
| 1949                             | Charles Coste          | Wim van Est               | Maurice Blomme         |
| 1950                             | Maurice Blomme         | René Berton               | Antonin Rolland        |
| 1951                             | Hugo Koblet            | Fausto Coppi              | René Berton            |
| 1952                             | Louison Bobet          | Maurice Blomme            | Yvon Marrec            |
| 1953                             | Jacques Anquetil       | Roger Creton              | Agostino Coletto       |
| 1954                             | Jacques Anquetil       | Jean Brankart             | Isaac Vitré            |
| 1955                             | Jacques Anquetil       | Albert Bouvet             | Marcel Janssens        |
| 1956                             | Jacques Anquetil       | Albert Bouvet             | Miguel Bover           |
| 1957                             | Jacques Anquetil       | Ercole Baldini            | Aldo Moser             |
| 1958                             | Jacques Anquetil       | Gérard Saint              | Michel Vermeulin       |
| 1959                             | Aldo Moser             | Roger Rivière             | Alcide Vaucher         |
| 1960                             | Ercole Baldini         | Joseph Vloeberghs         | Raymond Mastrotto      |
| 1961                             | Jacques Anquetil       | Gilbert Desmet            | Aldo Moser             |
| 1962                             | Ferdinand Bracke       | Jean-Claude Lebaube       | Claude Valdois         |
| 1963                             | Raymond Poulidor       | Ferdinand Bracke          | Walter Boucquet        |
| 1964                             | Walter Boucquet        | Arie den Hartog           | Claude Valdois         |
| 1965                             | Jacques Anquetil       | Rudi Altig                | Raymond Poulidor       |
| 1966                             | Jacques Anquetil       | Felice Gimondi            | Eddy Merckx            |
| 1967                             | Felice Gimondi         | Bernard Guyot             | Robert Hagmann         |
| 1968                             | Felice Gimondi         | Herman Van Springel       | Luis Ocaña             |
| 1969                             | Herman Van Springel    | Raymond Poulidor          | Davide Boifava         |
| 1970                             | Herman Van Springel    | Ole Ritter                | Luis Ocaña             |
| 1971                             | Luis Ocaña             | Joop Zoetemelk            | Leif Mortensen         |
| 1972                             | Roger Swerts           | Joop Zoetemelk            | Yves Hézard            |
| 1973                             | Eddy Merckx            | Luis Ocaña                | Joop Zoetemelk         |
| 1974                             | Roy Schuiten           | Dirk Baert                | Pol Lannoo             |
| 1975                             | Roy Schuiten           | Joop Zoetemelk            | Bernard Thévenet       |
| 1976                             | Freddy Maertens        | Roy Schuiten              | Bernard Thévenet       |
| 1977                             | Bernard Hinault        | Joop Zoetemelk            | Jørgen Marcussen       |
| 1978                             | Bernard Hinault        | Francesco Moser           | Hennie Kuiper          |
| 1979                             | Bernard Hinault        | Francesco Moser           | Joop Zoetemelk         |
| 1980                             | Jean-Luc Vandenbroucke | Daniel Gisiger            | Bert Oosterbosch       |
| 1981                             | Daniel Gisiger         | Stephen Roche             | Hans-Henrik Ørsted     |
| 1982                             | Bernard Hinault        | Daniel Gisiger            | Bert Oosterbosch       |
| 1983                             | Daniel Gisiger         | Greg LeMond               | Bert Oosterbosch       |
| 1984                             | Bernard Hinault        | Sean Kelly                | Stephen Roche          |
| 1985                             | Charly Mottet          | Thierry Marie             | Jean-Luc Vandenbroucke |
| 1986                             | Sean Kelly             | Laurent Fignon            | Jean-François Bernard  |
| 1987                             | Charly Mottet          | Jean-François Bernard     | Marino Lejarreta       |
| 1988                             | Charly Mottet          | Laurent Fignon            | Michael Wilson         |
| 1989                             | Laurent Fignon         | Thomas Wegmüller          | Charly Mottet          |
| 1990                             | Thomas Wegmüller       | Erik Breukink             | Tony Rominger          |
| 1991                             | Tony Rominger          | Erik Breukink             | Thomas Wegmüller       |
| 1992                             | Johan Bruyneel         | Tony Rominger             | Viatcheslav Ekimov     |
| 1993                             | Armand de Las Cuevas   | Stephen Hodge             | Eddy Seigneur          |
| 1994                             | Tony Rominger          | Francis Moreau            | Thierry Marie          |
| 1995 edição não realizada        |                        |                           |                        |
| 1996                             | Chris Boardman         | Bjarne Riis               | Abraham Olano          |
| 1997                             | Uwe Peschel            | Marc Streel               | Chris Boardman         |
| 1998                             | Francisque Teyssier    | Gilles Maignan            | Marc Streel            |
| 1999                             | Serguei Gonchar        | Chris Boardman            | Jens Voigt             |
| 2000                             | Lance Armstrong        | Raivis Belohvoščiks       | László Bodrogi         |
| 2001                             | Jens Voigt             | László Bodrogi            | Jean Nuttli            |
| 2002                             | Uwe Peschel            | László Bodrogi            | Юрій Кривцов           |
| 2003                             | Michael Rich           | Bert Roesems              | Serguei Gonchar        |
| 2004                             | Michael Rich           | Uwe Peschel               | Iván Gutiérrez         |

Nota: Na edição 2000, o corredor Lance Armstrong foi inicialmente o ganhador, mas em outubro do 2012 foi suspenso de por vida por dopagem sistémico e os resultados obtidos após a 1 de agosto de 1998 em adiante foram-lhe anulados.

## Palmarés por países
| País          | Vitórias |
| ------------- | -------- |
| França        | 36       |
| Bélgica       | 11       |
| Itália        | 6        |
| Suíça         | 6        |
| Alemanha      | 5        |
| Países Baixos | 2        |
| Itália        | 1        |
| Espanha       | 1        |
| Irlanda       | 1        |
| Reino Unido   | 1        |
| Ucrânia       | 1        |
| Anulado       | 1        |